# Raymond Martin
Raymond Martin (Saint-Pierre-du-Regard, Francia,22 de mayo de 1949), ciclista profesional francés. En 1972 participa en los Juegos Olímpicos de Múnich.

## Palmarés
1967
- Ronde de l'Oise

1972
- 1 etapa del Tour del Porvenir
- 1 etapa del Gran Premio Guillermo Tell

1974
- Gran Premio de Plouay

1975
- París-Camembert

1978
- Grand Prix de Plumelec
- 1 etapa del Circuito de la Sarthe
- 1 etapa del Critérium Internacional

1979
- París-Camembert

1980
- Trofeo de los Escaladores
- 3.º en el Tour de Francia, más 1 victoria de etapa y Gran Premio de la Montaña
- 3.º en el Campeonato de Francia de ciclismo en ruta
- 1 etapa de la Dauphiné Libéré

## Resultados en Grandes Vueltas y Campeonatos del Mundo
| Carrera         | 1973 | 1974 | 1975 | 1976 | 1977 | 1978 | 1979 | 1980 | 1981 | 1982 | 1983 |
| --------------- | ---- | ---- | ---- | ---- | ---- | ---- | ---- | ---- | ---- | ---- | ---- |
| Giro de Italia  | -    | -    | -    | -    | -    | -    | -    | -    | -    | -    | -    |
| Tour de Francia | 35.º | -    | 30.º | 15.º | 11.º | 12.º | 24.º | 3.º  | 17.º | 8.º  | 43.º |
| Vuelta a España | -    | -    | -    | -    | -    | -    | 14.º | -    | -    | -    | -    |
| Mundial en Ruta | -    | -    | -    | -    | -    | -    | -    | Ab.  | -    | -    | -    |

-: no participa

Ab.: abandono